# Faustino (Imperio galo)
Faustino fue una figura política del siglo III que inició una rebelión contra el emperador del Imperio galo Tétrico I.

## Biografía
Se desconocen tanto su nombre completo como el año de su nacimiento. Según un número reducido de fuentes clásicas, Aurelio Víctor, Flavio Eutropio, y Polemio Silvio, Faustino desencadenó un motín entre las tropas de Tétrico. En el momento de su rebelión, Faustino era gobernador provincial (praeses), presumiblemente de Galia Bélgica, dado que la capital de la provincia —Augusta Treverorum— fue donde se inició la rebelión. La revuelta de Faustino fue de una envergadura suficiente, según las fuentes, como para que Tétrico solicitase la ayuda del emperador central romano Aureliano contra el usurpador.
Se desconoce la fecha exacta de esta rebelión, pero los académicos normalmente coinciden en que fue en algún momento entre finales de 273 y el verano de 274. Algunas fuentes antiguas sugieren que Faustino prosiguió con su revuelta después de que Tétrico se rindiera a Aureliano, quien en esta situación hipotética habría derrotado a Faustino en 274.
Faustino pudo haber tenido posesiones en Britania que fueron confiscadas tras el fracaso de la rebelión.